# Nebiat Habtemariam
Nebiat Habtemariam (Adi Quala, Serae, 29 de diciembre de 1978) es una atleta eritrea retirada que se convirtió en la primera atleta femenina en representar a su país en los Juegos Olímpicos, habiendo llegado a participar en cuatro ocasiones, aunque no ha conseguido ni medalla ni Diploma Olímpico en ninguna categoría.
Compitió en los Juegos Olímpicos de Sídney 2000, Atenas 2004, Pekín 2008, no clasificó para Londres 2012 y volvió para Río 2016, siendo ésta su última presencia olímpica.

## Trayectoria deportiva
Las primeras menciones a Nebiat Habtemariam como deportista fueron en el Campeonato Mundial de Atletismo de 1997 celebrado en Atenas (Grecia), en la que Habtemariam se convirtió en la primera atleta femenina en representar a Eritrea en un mundial. Sin embargo, lo que trascendió del suceso no fueron logros deportivos, si no una polémica con la televisión griega Ellinikí Radiofonía Tileórasi por parte de la IAAF en la que criticó que el ente heleno mostrase imágenes directas de Habtemariam, entonces de 18 años, intentando cubrirse los pechos durante la clasificatoria de 5 000 metros en el Estadio Panathinaikó, ya que Habtemariam tuvo que competir con ropa de hombre que no era de su talla debido a la precaria situación de la delegación deportiva de Eritrea, recientemente independizada y con una economía limitada. Habtemariam quedó 17.ª en la prueba clasificatoria de 5 000 metros del Campeonato Mundial de Atletismo.
Habtemariam destacó internacionalmente por primera vez en los Juegos Panafricanos de 1999 celebrados en Johannesburgo (Sudáfrica), en los que entró en el Top-8 de la prueba de atletismo de los 10 000 metros (obtuvo el 7.º lugar con un tiempo de 35:35:46).
Su mejor resultado olímpico fue en los 5000 metros en Sídney donde quedó en el 15.º lugar. En las siguientes olimpiadas en Atenas en la misma prueba quedaría en el vigésimo lugar. Cuatro años más tarde en Pekín participó en la Maratón donde llegó en el lugar 47. En la maratón de Río de Janeiro en 2016, llegó en la posición 80.ª con un tiempo de 2:45:21.
En 2006 fue campeona de la XXVI Carrera Atlética de Maspalomas celebrada en Maspalomas, Gran Canaria (España).
En la maratón de Milán de 2015 llegó en tercer lugar con un tiempo de 2:38:09  Su mejor tiempo en maratón lo obtuvo en el Maratón de Hamburgo de 2008, mismo año que los Juegos de Pekín, en el que marcó un récord personal de 2:32:04, aunque sólo le ganó la 7.ª plaza. Su anterior récord, que fue también récord nacional, lo consiguió igualmente en Alemania, en el Maratón de Hamburgo de 2007 donde marcó 2:45:50 en el reloj.

### Competiciones internacionales
| Representando a Eritrea | Representando a Eritrea  | Representando a Eritrea   | Representando a Eritrea | Representando a Eritrea | Representando a Eritrea |
| Año                     | Competición              | Sede                      | Puesto                  | Prueba                  | Marca                   |
| ----------------------- | ------------------------ | ------------------------- | ----------------------- | ----------------------- | ----------------------- |
| 1999                    | Juegos Panafricanos      | Johannesburgo (Sudáfrica) | 7.ª (s.)                | 10 000 m                | 35:35:46                |
| 2000                    | Juegos Olímpicos         | Sídney (Australia)        | 15.ª (s.)               | 5 000 m                 | 16:30:41                |
| 2003                    | Mundial de Media Maratón | Vilamoura (Portugal)      | 38.ª                    | Media Maratón           | 1:14:54                 |
| 2004                    | Juegos Olímpicos         | Atenas (Grecia)           | 20.ª (s.)               | 5 000 m                 | 16:49:01                |
| 2008                    | Juegos Olímpicos         | Pekín (China)             | 47.ª (s.)               | Maratón                 | 2-37:03                 |
| 2016                    | Juegos Olímpicos         | Río de Janeiro (Brasil)   | 80.ª (s.)               | Maratón                 | 2-45:21                 |

### Mejores registros personales
- 1500 metros - 4:34.36 min (2003, Alicante International Meeting)
- 3000 metros - 9:28.01 min (2002, Gran Premio Reebok-Ciudad de San Sebastián)
- 5000 metros - 15:50.18 min (2001, Maia Mai Athletics)
- Media maratón - 1:14:54 h (2003, Campeonato Mundial de Vilamoura)
- Maratón - 2:32:04 h (2008, Maratón de Hamburgo)